# Juventude Atlético Clube
Juventude Atlético Clube foi uma agremiação esportiva brasileira, sediada em Ceilândia, no Distrito Federal. Seu maior rival era o Dom Bosco Esporte Clube.

## História
O clube disputava o Departamento Autônomo da Federação Desportiva de Brasília. Disputou também a Copa Arizona de Futebol Amador em 1978.

## Estatísticas

### Participações
| Competição                | Competição            | Temporadas | Melhor campanha     | Estreia | Última | P | R |
| Distrito Federal (Brasil) | Departamento Autônomo | 1          | Desconhecido (1983) | 1983    | 1983   | – | – |